# La Chaux-en-Bresse
La Chaux-en-Bresse – miejscowość i gmina we Francji, w regionie Burgundia-Franche-Comté, w departamencie Jura.
Według danych na rok 1990 gminę zamieszkiwało 38 osób, a gęstość zaludnienia wynosiła 19 osób/km² (wśród 1786 gmin Franche-Comté La Chaux-en-Bresse plasuje się na 705. miejscu pod względem liczby ludności, natomiast pod względem powierzchni na miejscu 1022.).